# Jatyr
Jatyr Eduardo Schall (São Paulo, 18 de outubro de 1938) é um jogador de basquetebol brasileiro.
Jogou como ala no Pinheiros, Palmeiras, Sírio e Paulistano.

## Seleção Brasileira
Pela Seleção Brasileira de Basquete conquistou os Campeonatos Mundiais de Basquete de 1959 no Chile e 1963 em São Paulo. Participou das olimpíadas de Roma 1960 e Tóquio 1964, obtendo medalha de bronze em ambas. Foi também medalha de bronze nos jogos pan-americanos de 1959 .